# ルイ・ジョルジ
ルイ・ジョルジェ（Rui Jorge）こと、ルイ・ジョルジェ・デ・ソウザ・ディアス・マセド・デ・オリヴェイラ（Rui Jorge de Sousa Dias Macedo de Oliveira OIH 、1973年3月27日 - ）は、ポルトガル・ヴィラ・ノヴァ・デ・ガイア出身の元サッカー選手。ポジションはディフェンダー。現在はU-21ポルトガル代表の監督を務める。

## 経歴
FCポルトのユースで育ち、リオ・アヴェFCへの期限付き移籍を経てFCポルトのトップチームデビュー。1994-95シーズンからポルトガルリーグを3連覇するなど多くのタイトルを獲得した。1998年に同じくスーペル・リーガに所属するスポルティングCPへと移籍。2001-02シーズンにはリーグとカップ、スーパーカップの3冠に貢献した。キャリアの晩年はCFベレネンセスへと移り2006年に引退。
またポルトガル代表としても45キャップを記録し、FIFAワールドカップ（2002年）及びUEFA EURO（2000年・2004年）にも出場した。
現役引退後はベレネンセスでユースチームのスタッフとして若手を指導。2009年5月、シーズンラストの2試合を残してトップチームの監督に就任。残留は果たせなかったが、2部での巻き返しを委任された。

## 代表歴

### 出場大会
- ポルトガル代表
  - 2002 FIFAワールドカップ

### 試合数
- 国際Aマッチ 45試合 1得点（1994年-2004年）[2]

| ポルトガル代表 | 国際Aマッチ | 国際Aマッチ |
| 年             | 出場        | 得点        |
| -------------- | ----------- | ----------- |
| 1994           | 1           | 0           |
| 1995           | 0           | 0           |
| 1996           | 1           | 0           |
| 1997           | 0           | 0           |
| 1998           | 0           | 0           |
| 1999           | 0           | 0           |
| 2000           | 7           | 0           |
| 2001           | 9           | 1           |
| 2002           | 9           | 0           |
| 2003           | 12          | 0           |
| 2004           | 6           | 0           |
| 通算           | 45          | 1           |

## タイトル
FCポルト
- スーペル・リーガ : 1992-93, 1994-95, 1995-96, 1996-97, 1997-98
- タッサ・デ・ポルトガル : 1993-94, 1997-98
- スーペルタッサ・カンディド・デ・オリベイラ : 1993, 1994, 1996

スポルティングCP
- スーペル・リーガ : 1999-2000, 2001-02
- タッサ・デ・ポルトガル : 2001-02
- スーペルタッサ・カンディド・デ・オリベイラ : 2000, 2002